# Dichagyris kaszabi
Dichagyris kaszabi là một loài bướm đêm trong họ Noctuidae.